# Socialistische Bond van het Arbeidende Volk
De Socialistische Bond van het Arbeidende Volk van Slovenië (Sloveens: Socialistična zveza delovnega ljudstva Slovenije, afgekort tot SZDL), ook wel Socialistische Alliantie genoemd, was een van de toegelaten "maatschappelijk-politieke organisaties" in Slovenië tussen 1945 en 1989. Ernaast bestonden nog de socialistische jeugdbond en de communistische partij. De SZDL was de formele opvolger van het partizanen-bevrijdingsfront (Sloveens: Osvobodilna fronta), die na de bevrijding taken in het bestuur overnam. Op het IV. Congres van het Sloveens Bevrijdingsfront in april 1953 noemde deze organisatie zich om in SZDL.
De SZDL Slovenië was aangesloten bij de Socialistische Alliantie van het Arbeidende Volk van Joegoslavië. Eerst in 1963 werd de organisatie ook in de grondwet genoemd. Volgens de grondwet bestonden de taken van de bond uit onder andere het:
- verwerkelijken van alle maatschappelijke activiteiten die de ontwikkeling van het socialisme bevorderen;
- strijden tegen alle verschijnselen, die het socialistische gedachtegoed schade berokkenen;
- beoordelen van het werk van de zelfbestuursorganen en van zowel politici als ambtenaren.

In de tweede helft van de jaren tachtig speelde de bond een rol in het democratiseringsproces in Slovenië, dat steeds meer onder druk van de nationalistische politici in Servië kwam. De bond richtte in deze tijd een taalrechtbank op om de positie van het Sloveens te beschermen. Het Sloveens werd voor de Slovenen vooral vanaf 1986 een centraal symbool in de strijd tussen centralisme en federalisme in Joegoslavië.
In 1989 werden in het al enige tijd durende democratiseringsproces politieke partijen ook formeel toegelaten. In datzelfde kader werd de status van de "maatschappelijk-politieke organisaties" gewijzigd. De SZDL profileerde zich vanaf dat moment als politieke partij onder de naam Socialistische Partij van Slovenië.